# تومونوری کوگاوا
تومونوری کوگاوا (انگلیسی: Tomonori Kogawa؛ زادهٔ ۳ ژانویهٔ ۱۹۵۰) پویانما اهل ژاپن است.